# Núcleo del tracto solitario
En el tronco cerebral humano, el núcleo solitario (SN) (núcleo del tracto solitario, núcleo solitario) es una serie de núcleos puramente sensoriales (grupos de células nerviosas) que forman una columna vertical de materia gris incrustada en el bulbo raquídeo. A través del centro del SN corre el tracto solitario, un haz blanco de fibras nerviosas, que incluye fibras de los nervios facial, glosofaríngeo y vago, que inervan al SN. El SN proyecta, entre otras regiones, la formación reticular, las neuronas preganglionares parasimpáticas, el hipotálamo y el tálamo, formando circuitos que contribuyen a la regulación autonómica. Las células a lo largo de la longitud de la SN están dispuestos más o menos de acuerdo con la función; por ejemplo, las células involucradas en el gusto se localizan en la parte más alta y más anterior ("ventral"), mientras que las que reciben información de los procesos cardiorrespiratorio y gastrointestinal se encuentran en la parte inferior, más posterior ("dorsal").

## Entrada
- Información del gusto del nervio facial a través de la cuerda del tímpano (2/3 de la parte anterior de la lengua), el nervio glosofaríngeo (1/3 posterior) y el nervio vago (área pequeña de la epiglotis)
- Información sensorial del oído medio (plexo timpánico del nervio glosofaríngeo)
- Quimiorreceptores y mecanorreceptores de la vía aferente visceral general en el cuerpo carotídeo a través del nervio glosofaríngeo, los cuerpos aórticos y el nódulo sinoauricular, a través del nervio vago
- Las neuronas químicamente y mecánicamente sensibles de la vía aferente visceral general con terminaciones ubicadas en el corazón, pulmones, vías respiratorias, sistema gastrointestinal, faringe e hígado a través de los nervios glosofaríngeo y vago

Las neuronas que inervan el SN median el reflejo nauseoso, el reflejo del seno carotídeo, el reflejo aórtico, el reflejo de la tos, el barorreceptor y los reflejos quimiorreceptores, varios reflejos respiratorios y reflejos dentro del sistema gastrointestinal que regulan la motilidad y la secreción.
Las neuronas que transmiten señales sobre la pared intestinal, el estiramiento de los pulmones y la sequedad de las membranas mucosas también inervan el SN. Las primeras neuronas centrales dentro del SN pueden participar en reflejos autónomos simples.

## Salidas
La información va desde el núcleo solitario a un gran número de otras regiones del cerebro, incluido el núcleo paraventricular del hipotálamo y el núcleo central de la amígdala, así como a otros núcleos en el tallo cerebral (como el área parabraquial, el locus coeruleus , el núcleo del rafe dorsal y otras redes motoras o respiratorias viscerales). Las señales proyectadas desde el SN al área parabraquial se originan en la cavidad oral y el tracto gastrointestinal. Se cree que las vías para los procesos gástrico y gustativo (gusto) terminan en diferentes subdivisiones del área parabraquial, pero aún interactúan en el SN. Algunas subpoblaciones neuronales en el SN, como el grupo celular noradrenérgico A2 y las neuronas HSD2 sensibles a la aldosterona, se proyectan tan ventralmente como el núcleo del lecho de la estría terminal.

## Imágenes adicionales

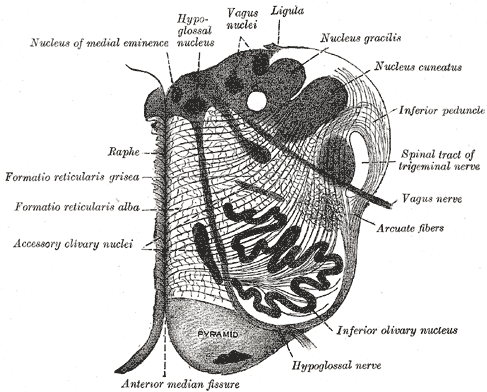
Sección del bulbo raquídeo alrededor del centro de la oliva.
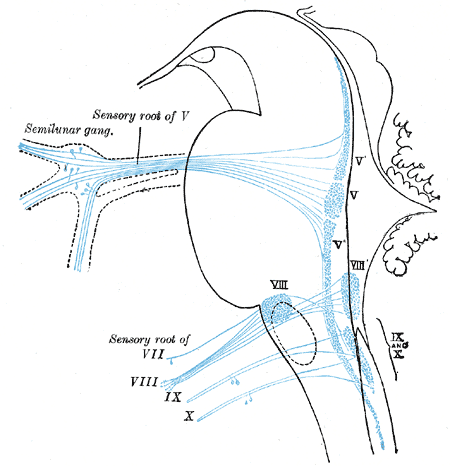
Núcleos terminales primarios de los nervios craneales aferentes (sensoriales) representados esquemáticamente; Vista lateral